# Trud (obwód homelski)
Trud (biał. Труд; ros. Труд, Trud) – wieś na Białorusi, w obwodzie homelskim, w rejonie kormańskim, w sielsowiecie Karoćki.
26 kwietnia 1986 wieś została skażona opadem radioaktywnym z Czarnobylskiej Elektrowni Jądrowej.